# Капиталоёмкость
Капиталоёмкость — стоимость капитала, используемого при производстве товаров, по отношению к стоимости самого товара и по отношению к стоимости других факторов производства, в особенности труда. В рамках производственного процесса (как на микро-, так и на макроуровне) уровень капиталоёмкости может быть оценён как пропорция между капиталом и трудом, то есть как набор точек вдоль изокванты.

## Капиталоёмкость и экономический рост
Использование машин и инструментов повышает эффективность труда, следовательно увеличение капиталоёмкости (так называемое углубление капитала, то есть рост капиталовооружённости) повышает производительность труда. В долгосрочном периоде общества с большей капиталоёмкостью производства имеют тенденцию к более высокому уровню жизни.
Австрийская школа считала, что капиталоёмкость любой отрасли определяется принятым в ней окольным методом производства и потребительским спросом.
Солоу утверждал на основании своих расчётов, что экономический рост обеспечивается главным образом техническим прогрессом (ростом производительности), а не количеством и качеством капитала и труда. Дейл Йоргенсон из Гарвардского университета, президент Американской экономической ассоциации в 2000 году, пишет:

Грилихес и я показали, что изменения в качестве капитала и труда и качество инвестиционных благ объясняют большую часть остатка Солоу. По нашим оценкам, капитал и труд обеспечили 85 процентов роста в период с 1945 по 1965 годы, и только 15 процентов могут быть отнесены на рост производительности… Это способствовало внезапному устареванию прежних исследований производительности, основанных на подходах Кузнеца и Солоу.
Оригинальный текст (англ.)Griliches and I showed that changes in the quality of capital and labor inputs and the quality of investment goods explained most of the Solow residual. We estimated that capital and labor inputs accounted for 85 percent of growth during the period 1945—1965, while only 15 percent could be attributed to productivity growth… This has precipitated the sudden obsolescence of earlier productivity research employing the conventions of Kuznets and Solow.

Джон Росс проанализировал долгосрочную тенденцию к росту доли инвестиций в основной капитал в валовом внутреннем продукте. Если при начале промышленной революции в Англии доля инвестиционных товаров составляла 5-7 процентов в годовом ВВП, то в годы экономического чуда в послевоенной Германии — уже 25 процентов, а в наиболее быстрорастущих ныне экономиках Индии и Китая — 35 процентов.
Йоргенсон и Ву говорят о факторах роста крупнейших экономик (включая экономики G7) и различиях в подушевом объёме производства:

…Прирост мирового производства складывается из роста факторов производства и роста производительности… Рост факторов производства в значительной степени преобладает… Рост производительности дал лишь одну пятую общего прироста в 1989—1995 годах, в то время как рост факторов производства дал почти четыре пятых. Аналогично, рост факторов производства дал более 70 процентов прироста производства после 1995 года, в то время как производительность дала менее 30 процентов. …Различия в уровне производства на душу населения объясняются в первую очередь различиями в объёме факторов производства на душу населения, а не различиями в производительности.
Оригинальный текст (англ.)…The growth of world output between input growth and productivity… input growth greatly predominated… Productivity growth accounted for only one-fifth of the total during 1989—1995, while input growth accounted for almost four-fifths. Similarly, input growth accounted for more than 70 percent of growth after 1995, while productivity accounted for less than 30 percent. …Differences in per capita output levels are primarily explained by differences in per capital input, rather than variations in productivity.

Некоторые экономисты[кто?] утверждали, что Советский Союз не учёл уроки модели роста Солоу, поскольку начиная с 1930-х годов сталинское правительство пыталось форсировать накопление капитала посредством государственного управления экономикой. Однако это неудовлетворительное объяснение с учётом того, что были показаны слабые стороны расчётов Солоу. Современные исследования показывают, что основными факторами экономического роста являются рост труда и капитала и их вклада в производство, а не прирост производительности. Поэтому основными причинами советского экономического кризиса являются и другие факторы, помимо накопления капитала[прояснить].
Идеологи свободного рынка склонны считать, что накопление капитала не должно управляться правительством, а должно определяться рыночными силами. Накопление капитала должно быть следствием финансовой стабильности (повышающей уровень доверия), низких налогов, больших свобод для предпринимателей.

## Капиталоёмкие отрасли
Капиталоёмкие отрасли затрачивают относительно бо́льшие суммы капитала на покупку дорогостоящих машин по сравнению с их затратами на труд. Понятие «капиталоёмкая отрасль» появилось в середине и конце XIX века и связано со становлением тяжёлой промышленности, в частности сталелитейных заводов. Возросшие расходы на машины привели к повышенным финансовым рискам. Как следствие, новые капиталоёмкие предприятия занимали лишь небольшую часть рынка, хотя они и отличались высокой производительностью. Некоторыми примерами предприятий, традиционно относящихся к капиталоёмким, являются железные дороги, авиакомпании, добыча и переработка полезных ископаемых, телекоммуникации, химическое производство, электроэнергетика и т. д.

## Измерение
Уровень капиталоёмкости нетрудно измерить в номинальном выражении. Это просто отношение полной номинальной стоимости капитального оборудования к полному потенциальному выпуску продукции. Однако это измерение нельзя использовать в реальной экономике, поскольку оно может меняться вследствие инфляционных процессов. В таком случае возникает вопрос, каким образом нам измерить «реальный» объём капитальных благ. Следует ли использовать бухгалтерскую (историческую) стоимость, восстановительную стоимость или дисконтированную стоимость будущих прибылей? Или же следует просто «дефлировать» полную текущую номинальную стоимость капитального оборудования на индекс прироста стоимости капитальных благ?
Кембриджский спор о капитале показывает, что измерение капиталоёмкости зависит от распределения доходов, так что изменения в отношении объёма прибылей к объёму заработных плат ведут к изменениям в измерениях капиталоёмкости.
Показателем, обратным капиталоёмкости, является капиталоотдача.